# Museo spartano
Il museo spartano di Taranto è situato in Corso Vittorio Emanuele II 39 nel Borgo Antico di Taranto, Puglia.
Il museo nasce come rivalutazione storico-culturale della struttura sotterranea inferiore del Palazzo nobiliare de Beaumont Bonelli conosciuto anche come Ipogeo Bellacicco in riferimento al nome della famiglia che nel 2002 acquistò e ristrutturò la struttura oggi visitabile.

## Storia del museo
L'ipogeo che accoglie il museo nasce da una cava di carparo formatasi dall'estrazione dei blocchi di questo materiale utilizzati dai greci spartani per l'edificazione dei templi e dei monumenti cittadini già a partire dal 700 a.C. Nel corso dei secoli la struttura è stata riadattata più volte dalle varie popolazioni che hanno abitato la città. L'ipogeo  è stato ristrutturato dal Dott.  Bellacicco a partire dal 2002 e dopo numerosi lavori di restauro e recupero la struttura è divenuta fruibile al pubblico. Nel 2007 l'intero complesso (Casa Nobiliare e Ipogeo Bellacicco)  ha ricevuto il riconoscimento da parte del Ministero dei Beni e delle Attività Culturali come sito di interesse storico mediante apposizione di espositore all'ingresso della struttura.
L'ipogeo (hypógheios) nasce da una cava di carparo di origine greca ma in seguito viene adattata dalle popolazioni che nel tempo si sono succedute alla guida della città di Taranto e destinata ad usi differenti. Evidenti le tecniche di edilizia di epoca romana (Opus incertum), o delle volte bizantine volute da Niceforo Foca che hanno donato alla cava spartana nuovi utilizzi nei secoli.
La struttura, di appartenenza e di gestione privata,  è stata la prima struttura ipogea (2004) interamente restaurata e aperta al pubblico di tutto il centro storico di Taranto. Il restauro della struttura ha permesso l'accesso in profondità alle sale inferiori facendo emergere numerosi elementi architettonici di interesse storico oggetto di vari studi (le relazioni scientifiche sono disponibili nel libro "Il Mistero della Marchesa, riscoperta di palazzo de Beaumont Bonelli fra storia ed esoterismo").

## Descrizione

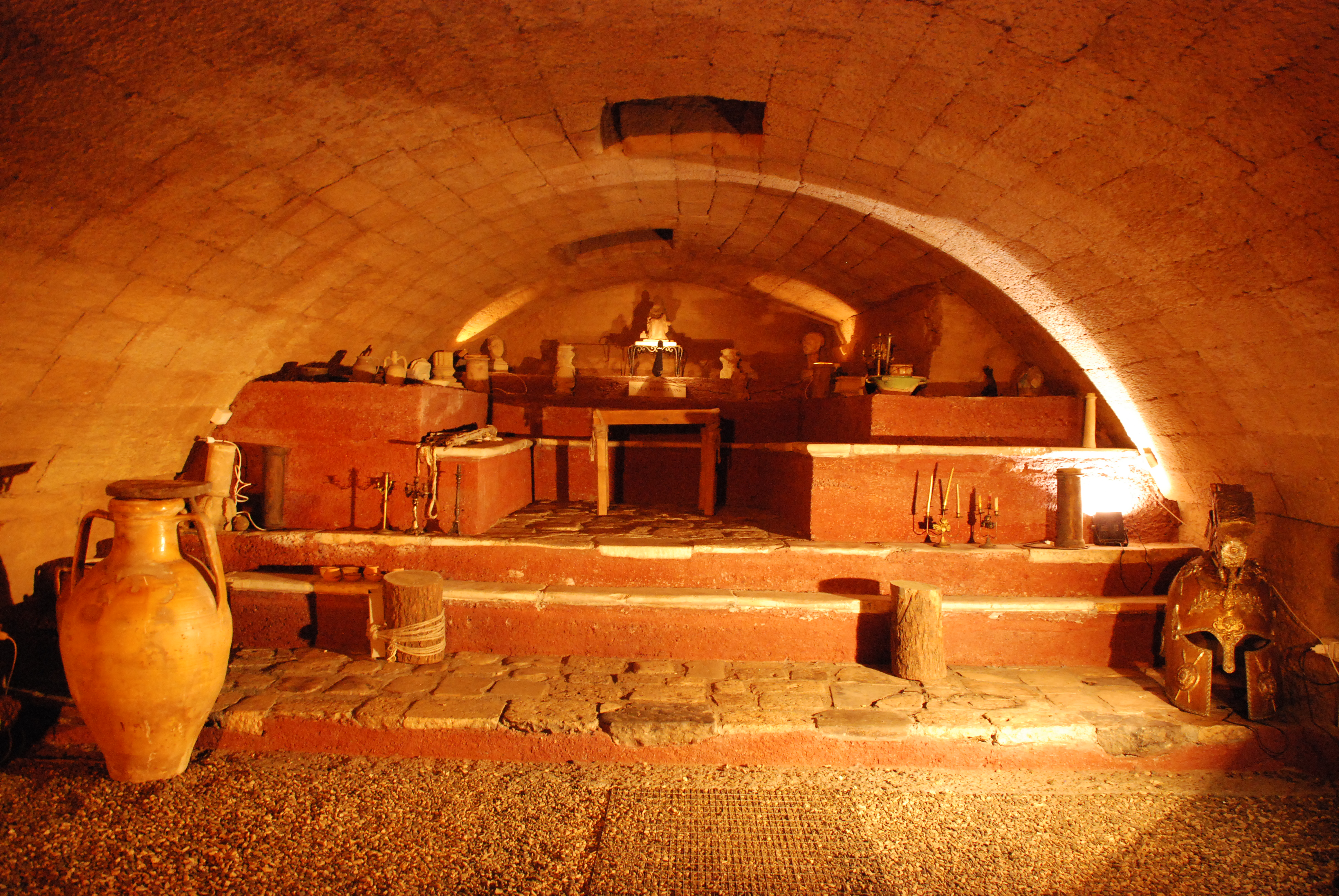
Sala Persefone

L'ipogeo in aprile 2015 già aperto al pubblico viene caratterializzato come "museo"  che è dal gr. mousêion (deriv. di môusa ‘musa’), nome di un tempio dedicato alle muse ad Alessandria d'Egitto. La motivazione si fonda sul particolare che all'interno di tale struttura, oltre a permettere la visita dell'infrastruttura storica, vengono avviate numerose attività culturali di divulgazione dove studiosi, storici e artisti si ritrovano per creare e avviare o sviluppare progetti di carattere storico-culturale.
La visita interna permette di attraversare storia ed eventi che hanno contrassegnato la vita cittadina per due millenni discendendo per circa 16 metri sotto il piano stradale e 4 metri sotto il livello del mare per un totale di 800 metri quadri.
All'interno del museo è possibile osservare numerose tracce storiche che hanno caratterizzato la storia di Taranto dalla sua fondazione spartana (VIII sec a.C.) fino al XVII sec, data di costruzione di palazzo de Beaumont Bonelli.
Di particolare rilievo i banchi di cavaggio spartani, i resti di un segmento viario greco, le condotte idriche del XVII secolo e il tunnel che attraversando la strada giunge direttamente il mare.
I quattro saloni dell'ipogeo ospitano inoltre moderne esposizioni artistiche e riproduzioni storiche della Taranto antica.
Il museo ha totalizzato circa 45000 visitatori complessivi (anno 2015) posizionandosi al terzo posto fra le strutture storiche più visitate a Taranto dopo il MarTa e il Castello Aragonese.

## Origini
La caratterizzazione "spartana" del sito (che infatti prevede la fruizione di diverse epoche storiche) deriva proprio dalle origini della struttura ad opera dei colonizzatori e fondatori della città di Taras (odierna Taranto). Fonti storiche infatti riferiscono che i Parteni guidati da Falanto giunsero da Sparta per conquistare terra e fondare città come anticipato dall'oracolo di Oracolo di Delfi. Dopo un primo approccio al territorio nella zona di Saturo, gli spartani si mossero verso l'interno e conquistarono con un'azione militare il sito fondando la città di Taras.
L'ipogeo, ora museo, si trova in quella che era definita acropoli ossia la parte sacra della Polis greca (città stato) dove i greci edificavano i templi e svolgevano riti sacri o riunioni cittadine. Il carparo estratto dalla zona museale è sicuramente servita per la costruzione di templi locali come ad esempio il tempio antistante la cava stessa di cui oggi si possono ammirare i resti nelle famose due colonne di piazza Castello in città.